# Uri Dahan
Uri Dahan (in ebraico אורי דהן‎?; Hatzor HaGlilit, 7 dicembre 1999) è un calciatore israeliano, difensore del Beitar Gerusalemme.

## Carriera

### Club
Cresciuto nel settore giovanile dell'Ironi K. Shmona, ha esordito in prima squadra il 25 gennaio 2020 disputando l'incontro di Ligat ha'Al pareggiato 0-0 contro l'Hapoel Be'er Sheva.

### Nazionale
Ha giocato nelle nazionali giovanili israeliane Under-19 ed Under-21.

## Statistiche

### Presenze e reti nei club
Statistiche aggiornate al 15 gennaio 2021.
| Stagione        | Squadra         | Campionato      | Campionato | Campionato | Coppe nazionali | Coppe nazionali | Coppe nazionali | Coppe continentali | Coppe continentali | Coppe continentali | Altre coppe | Altre coppe | Altre coppe | Totale | Totale |
| Stagione        | Squadra         | Comp            | Pres       | Reti       | Comp            | Pres            | Reti            | Comp               | Pres               | Reti               | Comp        | Pres        | Reti        | Pres   | Reti   |
| --------------- | --------------- | --------------- | ---------- | ---------- | --------------- | --------------- | --------------- | ------------------ | ------------------ | ------------------ | ----------- | ----------- | ----------- | ------ | ------ |
| 2018-2019       | Ironi K. Shmona | LH              | 0          | 0          | CI+CdL          | 0+0             | 0+0             | -                  | -                  | -                  | -           | -           | -           | 0      | 0      |
| 2019-2020       | Ironi K. Shmona | LH              | 21         | 1          | CI+CdL          | 1+0             | 0+0             | -                  | -                  | -                  | -           | -           | -           | 22     | 1      |
| 2020-2021       | Ironi K. Shmona | LH              | 27         | 0          | CI+CdL          | 1+4             | 0+0             | -                  | -                  | -                  | -           | -           | -           | 32     | 0      |
| Totale carriera | Totale carriera | Totale carriera | 48         | 1          |                 | 6               | 0               |                    | -                  | -                  |             | -           | -           | 54     | 1      |

## Palmarès

### Club

#### Competizioni nazionali
- Campionato israeliano: 1

Maccabi Haifa: 2021-2022
- Coppa d'Israele: 1

Beitar Gerusalemme: 2022-2023